# هارفي لوك
هارفي لوك هو مصور كندي، ولد في 22 مايو 1959 في كالغاري في كندا.